# Remixed & Revisited
 (срп. Ремиксовани и поново посећени) је пета компилација поп певачице Мадоне издата 24. новембра 2003. године од стране Maverick Records. Издата је како би промовисала албум American Life и представља Мадонин последњи албум у издавачкој кући Maverick коју је сама основала, а која је због правних проблема са Warner Bros. касније угашена. Албум се у неким земљама сматра синглом, а у неким албумом. Продат је у око милион примерака.

## Историја албума
Пре самог издања, постојале су гласине око специјалног комеморативног бокс сета који би Мадона издала како би прославила 20 година у музичкој индустрији, али до тога није дошло, па је Remixed & Revisited изашао уместо њега. Сам албум садржи неколико ремикса са албума American Life, аудио-снимак контроверзног наступа на МТВ Видео Наградама из 2003. године, са Бритни Спирс, Кристином Агилером и Миси Елиот, као и раније необјављену песму из доба албума Bedtime Stories. Сама Мадона је признала да је албум изашао како би мало оживео њен претходни студијски албум, који је и од публике и од критике схваћен као подбачај.
Песма Into the Hollywood Groove представља микс две Мадонине песме, Into the Groove и Hollywood, с тим што се неколико пута појављује и Миси Елиот са неколико строфа. Сама песма је била укључена у промотивној реклами за модни бренд GAP, у којој су учествовале обе певачице. Чак је и сам омот једна од фотографија са промоције бренда, па се овај албум често везује за кампању као чисто промотивни диск, уместо као албум.

## Списак песама
| #  | Име | Трајање |
| -- | --- | ------- |
| 1. | Аутори: Мадона, Гај Сигсворт, Џем Грифитс Продуценти: Мадона и Мирвајз Ахмадзаи. Додатна продукција:Марк Стент Ремикс и додатна продукција: Џејсон Невинс. Додатна продукција: Вин Негро и Џо Меџик | 3:40    |
| 2. | Аутори: Мадона, Мирвајз Ахмадзаи Продуценти: Мадона и Мирвајз Ахмадзаи Ремикс и Додатна продукција: Реј Карол                                                                                       | 3:16    |
| 3. | Аутори: Мадона, Мирвајз Ахмадзаи Продуценти: Мадона, Мирвајз Ахмадзаи Ремикс и додатна продукција: Маунт Симс (Jacques Socket Music)                                                                                    | 4:44    |
| 4. | Аутори: Мадона, Мирвајз Ахмадзаи Продуценти: Мадона, Мирвајз Ахмадзаи Ремикс и додатна продукција: Реј Карол                                                                                        | 4:01    |
| 5. | Like A Virgin / Hollywood Medley (2003 MTV VMA Performance) [са Кристином Агилером, Бритни Спирс и Миси Елиот] Аутори: Мадона, Мирвајз Ахмадзаи, Били Стајнберг, Том Кели                           | 5:34    |
| 6. | Аутори: Мадона, Мирвајз Ахмадзаи, Стивен Бреј Продуценти: () Едитовали The Passengerz. Микс: Крис Гифин Nightlife Productions | 3:42    |
| 7. | Your Honesty Аутори: Мадона, Далас Остин Продуценти: Мадона и Далас Остин Ремикс: Данијел Абрахам                                                                                                   | 4:07    |